# Чайкино (Шелаболіхинський район)
Ча́йкино (рос. Чайкино) — село (колишнє селище) у складі Шелаболіхинського району Алтайського краю, Росія. Входить до складу Крутішинської сільської ради.

## Населення
Населення — 257 осіб (2010; 334 у 2002).
Національний склад (станом на 2002 рік):
- росіяни — 95 %